# 阿本贝格
阿本贝格是德国巴伐利亚州的一个市镇。总面积48.41平方公里，总人口5495人，其中男性2661人，女性2834人（2011年12月31日），人口密度114人/平方公里。